# 恵比寿マスカッツ横丁!
『恵比寿マスカッツ横丁!』（えびすマスカッツよこちょう）は、2017年10月5日から12月28日までテレビ東京系列ほかで放送された深夜バラエティ番組である。

## 番組概要
2017年4月から9月まで放送されていた恵比寿★マスカッツの冠番組『マスカットナイト・フィーバー!!!』をリニューアルした番組である。
番組開始に合わせて恵比寿★マスカッツは「恵比寿マスカッツ1.5」として再スタートすることとなったため、恵比寿マスカッツ1.5の初めての冠番組である。
当番組は恵比寿★マスカッツの冠番組『マスカットナイト』『マスカットナイト・フィーバー!!!』及び初代恵比寿マスカッツの冠番組5番組を合わせると8番組目にあたる。
『マスカットナイト』・『マスカットナイト・フィーバー!!!』から引き続き、MCをおぎやはぎと大久保佳代子が、サブMCを阿佐ヶ谷姉妹が務める。
また、後見人「PTA（保護者会）」として初代恵比寿マスカッツより蒼井そら、麻美ゆま、Rioが新たに参加する。
なお、ティアは番組スタート時はグループに在籍していたが、出演する事がないまま12月28日付でグループを卒業した。
2017年12月28日（27日深夜）をもって終了。そして、7年間の地上波放送も終了した。

## 出演者
MC
- おぎやはぎ（小木博明、矢作兼）
- 大久保佳代子（オアシズ）

サブMC
- 阿佐ヶ谷姉妹（渡辺江里子、木村美穂）

恵比寿マスカッツ1.5
| 名前         | 衣装の色 | キャッチフレーズ                                         | 備考                 |
| ------------ | -------- | -------------------------------------------------------- | -------------------- |
| 明日花キララ | 赤       | 4代目ポンコツリーダー 5代目ポンコツリーダー              | 5代目リーダー        |
| 葵つかさ     | ネイビー | 暴走ワイドショー!                                        |                      |
| 石岡真衣     | ピンク   | 名古屋セクシーコーチン                                   |                      |
| 市川まさみ   | 赤       | ミス不器用                                               |                      |
| 羽咲みはる   | 黄色     | ぴょんぴょんワシンぴょん                                 |                      |
| 神咲詩織     | 赤       | ピアノが上手なお姉さん 裸場のピアニスト                  |                      |
| 川上奈々美   | ネイビー | 未完成ピエロ                                             |                      |
| 神崎紗衣     | 赤       | ナニワの成り上がり                                       |                      |
| 黒沢美怜     | 黄色     | よくスベる スベリ女王                                    |                      |
| 古川いおり   | 赤       | チーフ・コガワ                                           |                      |
| 小島みなみ   | ピンク   | 悪魔のエンジェルボイス                                   |                      |
| 白石茉莉奈   | 水色     | ミセスどっこいしょ                                       |                      |
| スーブー     | 赤       | 代表取締役ブス                                           |                      |
| 辰巳シーナ   | 黄色     | 占いが当たらない 呪い人                                  |                      |
| 田森美咲     | 黄色     | 悪魔の桃尻 悪魔の桃尻娘                                  |                      |
| 夏目花実     | 黄色     | さすらいのどんぐり番長 マスカッツイチの親思い            |                      |
| 藤原亜紀乃   | ピンク   | 私服がクソダサい 芝居がデカい 貧乏谷のフーミン           |                      |
| 松岡凛       | ネイビー | 後ろ姿美人                                               |                      |
| 三上悠亜     | 水色     | バカ                                                     |                      |
| 三田羽衣     | ネイビー | 三田夫人                                                 |                      |
| 湊莉久       | 水色     | 室井滋が止まらない                                       |                      |
| みひろ       | 白       | 新メンバー 最年長新人 酔っぱらって前住んでいた家に帰った | 初代恵比寿マスカッツ |
| 桃乃木かな   | ピンク   | ミス森進一さん ピンポンエース                            |                      |
| 由愛可奈     | 黄色     | クレイジーチャップリン                                   |                      |
| 吉澤友貴     | ネイビー | ゲス                                                     |                      |

PTA（保護者会）
- 蒼井そら（初代恵比寿マスカッツ）
- 麻美ゆま（初代恵比寿マスカッツ）
- Rio（初代恵比寿マスカッツ）

## 放送リスト
※ 放送日はテレビ東京での放送日を指す。

## スタッフ
- 総合演出：マッコイ斎藤
- 構成：鈴木工務店、佐藤俊明
- ナレーター：富沢美智恵
- カメラ：秋山勇人（日本一エロいカメラマン）、小出豊、遠藤俊洋
- 音声：森田篤、加瀬悦史
- VE：高木稔、石井利幸
- 照明：前田貢伺
- 美術：楫野淳司、今長和宏、内山高太郎
- アクリル装飾：松本健
- 大道具：中本晃幸
- サウンドプロデュース：Face 2 fAKE
- 音楽プロデューサー：鰻蒲焼
- メイク：外山裕子、栗原真理亜
- 編集：増田直人、安川修平
- MA：八嶋未菜
- 音効：石見知哉
- CG：アイヴリックスタジオ
- 協力：THE TUBE、ニユーテレス、プログレッソ
- デスク：武田敦子、栗田ひろ子
- ユニットマネージャー：山根愛美、菊池利津子、北村直人、木口翔太、横川雅憲
- 制作スタッフ：大村岳大、櫻井悠貴
- ディレクター：宮田綾子、白岩大輔
- 企画協力：井沼宏統
- プロデューサー：鈴木寿裕、内海ラービラー
- 制作協力：SHO-GUN
- 製作著作：EBlSU★MUSCATS PROJECT

## 放送局
| 放送対象地域 | 放送局                               | 系列           | 放送曜日・時間               | 放送開始日     | 備考                                                                             |
| ------------ | ------------------------------------ | -------------- | ---------------------------- | -------------- | -------------------------------------------------------------------------------- |
| 関東広域圏   | テレビ東京                           | テレビ東京系列 | 木曜 2:35 - 3:05（水曜深夜） | 2017年10月5日  | 番組配信局                                                                       |
| 大阪府       | テレビ大阪                           | テレビ東京系列 | 木曜 2:35 - 3:05（水曜深夜） | 2017年10月5日  | 同時ネット                                                                       |
| 鹿児島県     | 鹿児島テレビ                         | フジテレビ系列 | 金曜 2:30 - 3:00（木曜深夜） | 2017年10月27日 | 遅れネット                                                                       |
| 滋賀県       | びわ湖放送                           | 独立局         | 金曜 1:15 - 1:45（木曜深夜） | 2017年11月3日  | 遅れネット                                                                       |
| 北海道       | テレビ北海道                         | テレビ東京系列 | 月曜 1:05 - 1:35（日曜深夜） | 2017年11月13日 | 遅れネット                                                                       |
| 福島県       | テレビユー福島                       | TBS系列        | 水曜 0:58 - 1:28（火曜深夜） | 2017年12月20日 | 遅れネット                                                                       |
| 全国         | V☆パラダイス （スカパー!・CATVなど） | CS放送         | 水曜 22:30 - 23:00           | 2017年10月11日 | 遅れネット                                                                       |
| 全国         | BSスカパー!                          | BS放送         | 隔週金曜 22:00 - 23:00       | 2018年1月12日  | 遅れネット / リピート放送あり 「BSスカパー!も恵比寿マスカッツ横丁!」として放送。 |